# 川上善兵衛
川上 善兵衛（かわかみ ぜんべえ、1868年4月2日（慶応4年3月10日） - 1944年5月21日）は、新潟県上越市の岩の原葡萄園の創業者であり、「日本のワインの父」「日本のぶどうの父」「日本のワインぶどうの父」と呼ばれる。
岩の原ワインは、現在でも代表的な国産ワインとして人気が高い。

## 生涯

- 1868年　新潟県の北方村（現在の上越市）の大地主川上家の長男に生まれる。
- 1875年　父が病死したため、7歳で川上家の当主となる。木村容斎の塾に入り、漢学を学ぶ。
- 1882年　上京し、慶應義塾（現・慶應義塾大学）に入塾。
- 1890年　川上家と親交のあった勝海舟の勧めで、ブドウ栽培とワインの醸造を決意する。
- 発酵時の高温のために醸造に失敗するが、石蔵や地下水、上越地方の雪による冷却など、独創的な方法を試みてワイン作りに成功する。
- ブドウの品種改良にも取り組み、虫害や多湿に強い日本初の醸造用品種マスカット・ベーリーA (Muscat Bailey A)種を開発する。この他にも1940年の学会で川上の発表した品種は22品種に及ぶ[4]。
- 1941年　「交配による葡萄品質の育成」により民間人初の日本農学賞を受賞する。
- 1944年　急性肺炎のため76歳で死去。

## 受賞歴
「日本ワインコンクール（Japan Wine Competition）」
- 第7回 2009年（平成21年）金賞受賞[6]
  - 国内改良・赤、最優秀カテゴリー賞「岩の原ワイン マスカット・ベーリーA 2007」
- 第10回 2012年（平成24年）金賞受賞[7]
  - 国内改良・白「岩の原ワイン レッド・ミルレンニューム 2011 白」
- 第13回 2015年（平成27年）金賞受賞[8]
  - 国内改良・赤、部門最高賞「岩の原ワイン ヘリテイジ2013 赤」
  - 国内改良・赤「岩の原ワイン マスカット・ベーリーA2013 赤」
- 第15回 2017年（平成29年）金賞受賞[9]
  - 国内改良・赤、部門最高賞「岩の原ワイン マスカット・ベーリーA 2015」
- 第18回 2022年（令和4年）金賞受賞[10]
  - 国内改良・赤「岩の原葡萄園 ヘリテイジ 2019」